# ليزلي أبوت (لاعب كرة قدم أسترالية)
ليزلي أبوت Les Abbott (9 يونيو 1885 – 28 سبتمبر 1947) كان لاعب كرة قدم أسترالية أسترالي. 
لعب مع أندية كولنغوود، كارلتون، ريتشموند، ملبورن، ساوث ملبورن. وهو أول لاعب يلعب مع خمسة أندية مختلفة في دوري كرة القدم الفكتوري.
لعب أيضا مع بورت ملبورن، برونسويك، نورث ملبورن وهي أندية في اتحاد كرة القدم الفكتوري.
```
مع التركيز على إنجازاته المميزة:
```

ليزلي أبوت: أسطورة كرة القدم الأسترالية
ليزلي أبوت، الاسم الذي لا يمكن لأي متابع لكرة القدم الأسترالية أن ينساه، هو واحد من أبرز اللاعبين الذين شهدتهم اللعبة في القارة الأسترالية. اشتهر أبوت بمسيرته الحافلة بالإنجازات، والتي تميزت بالتنقل بين العديد من الأندية الكبرى في دوري كرة القدم الفكتوري.
مسيرة حافلة:
```
* تنقل بين الأندية: يعد أبوت اللاعب الوحيد في تاريخ الدوري الذي لعب لخمسة أندية مختلفة هي: كولنغوود، كارلتون، ريتشموند، ملبورن، وساوث ملبورن. هذا الإنجاز في حد ذاته يبرز مدى موهبته وقدرته على التأقلم مع مختلف الأجواء والأنظمة داخل الأندية.
* تأثير كبير: على الرغم من تنقله بين الأندية، إلا أن أبوت ترك بصمة واضحة في كل فريق لعب له. ساهم في تحقيق العديد من الانتصارات وأصبح شخصية محبوبة لدى الجماهير.
* أول لاعب: يعتبر أبوت أول لاعب في تاريخ الدوري يلعب لخمسة أندية مختلفة، وهو إنجاز يصعب تحقيقه في أي رياضة جماعية.
```

إرث خالد:
```
* رمز للعبة: أصبح أبوت رمزًا لكرة القدم الأسترالية، ويتم تذكره بفضل مسيرته الحافلة بالإنجازات وتأثيره الكبير على اللعبة.
* مثال يحتذى به: يعتبر أبوت مثالًا يحتذى به للشباب الذين يحلمون بممارسة كرة القدم، فهو يمثل الإصرار والعزيمة والقدرة على تحقيق النجاح.
```

ختامًا:
ليزلي أبوت هو أكثر من مجرد لاعب كرة قدم، فهو أسطورة حقيقية تركت بصمة لا تمحى في تاريخ اللعبة في أستراليا. قصته الملهمة تظل مصدر إلهام للأجيال القادمة من لاعبي كرة القدم.

## روابط خارجية
- ليه أبوت على موقع AustralianFootball.com (الإنجليزية)
- ليه أبوت على موقع AFLtables.com (الإنجليزية)